# Wulkany błotne w Berce

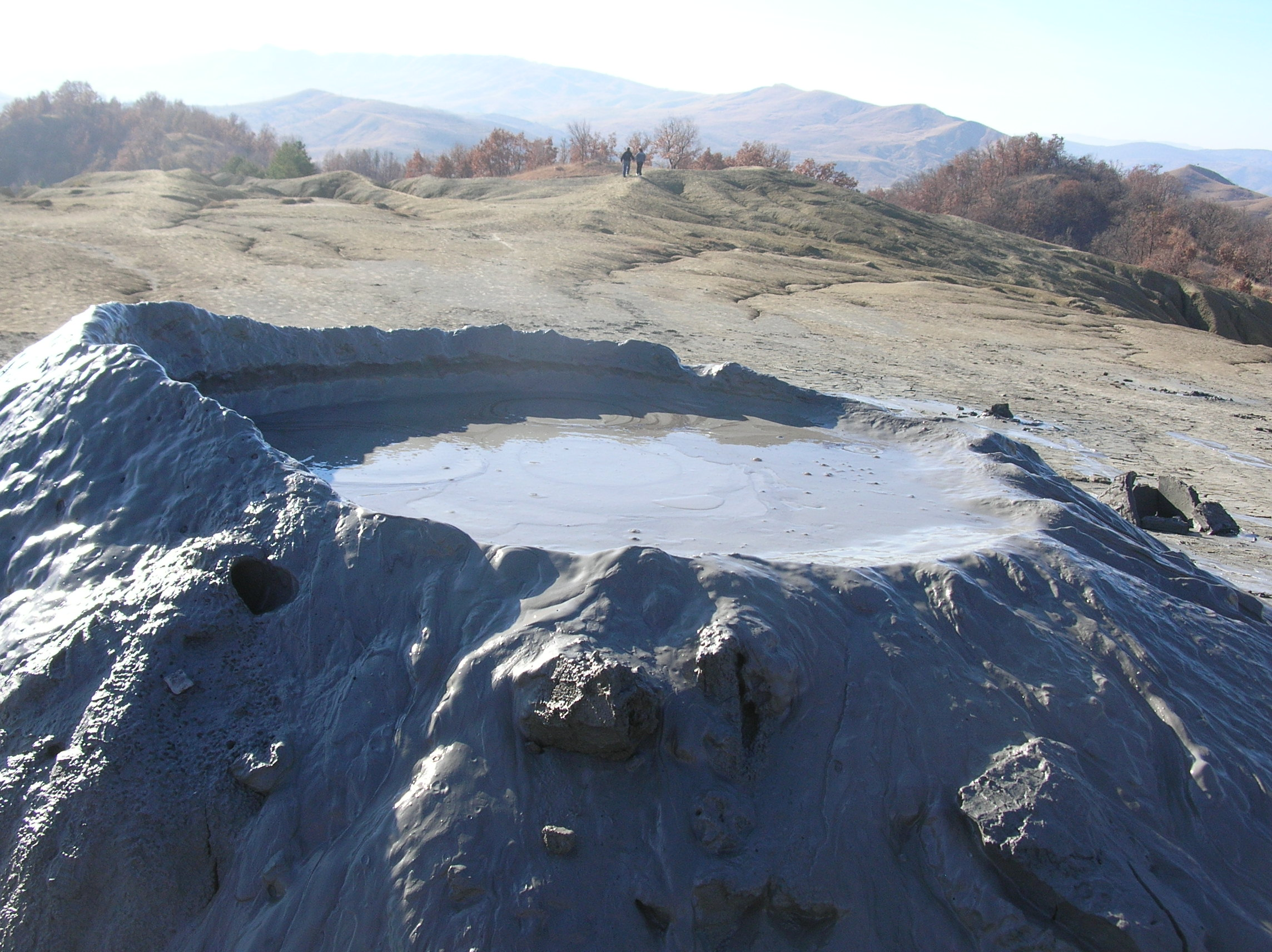
Błotny wulkan w Berce

Wulkany błotne w Berce – największe w Europie wulkany błotne, w Rumunii, niedaleko wsi Pâclele, w gminie Berca, w okręgu Buzău, na południowym stoku Karpat. Od 1924 objęte ochroną jako rezerwat przyrody.
Wulkany błotne w Berce znajdują się na obszarze silnego, antyklinalnego sfałdowania przed płaszczowiną karpacką. Antyklina pod Bercą obejmuje warstwy środkowomioceńskich margli z wtrętami solnymi i solną brekcją, roponośnych piasków i piaskowców oraz górnomioceńskich margli i aleurytów; przechodzą przez nią liczne uskoki, co ułatwia przemieszczanie się gazu i wody ku powierzchni.
Wypływy błota i gazu zlokalizowane są w trzech obszarach, zwanych Pâclele Mari, Pâclele Mici i Fierbatori. Wulkany i wypływy w Pâclele Mari zajmują ok. 0,22 km², w 2004 naliczono tam 62 źródła wypływów. Dookoła rozciąga się obszar dawnych wypływów o powierzchni ok. 1,62 km². Wulkany położone są na okrągłym, wypukłym płaskowyżu, zbudowanym z produktów przez nie wyrzuconych.
Aktywny obszar Pâclele Mici ma powierzchnię 0,165 km²; jego najważniejszą strukturą jest duży aktywny wulkan, o wysokości ok. 15 m. Jego zbocza mają nachylenie do 10°. Obszar czynny, obejmujący 65 wypływów, położony jest na polu zbudowanym z materiału wyniesionego przez dawne erupcje o powierzchni 0,63 km². Na trzecim, mniejszym polu (18 wypływów na obszarze 0,025 km²), Fierbatori, ze względu na dużą płynność mułu, nie tworzą się stożki wulkaniczne, a jedynie okrągłe jeziorka błota. Dodatkowo, ok. 20 km na północ, niedaleko wsi Andrascu, zaobserwowano wypływy gazu, tworzące bąble w wodzie i płomienie do ok. 1 m wysokości. Te erupcje gazu są związane z tym samym uskokiem, na którym tworzą się wulkany błotne koło Berki.
Po raz pierwszy erupcje błotne w Berce zostały opisane w 1881 roku. Są to największe wulkany błotne w Europie i od 1924 są objęte ochroną jako rezerwat przyrody. Największą erupcję zaobserwowano w 1976, gdy przez całą dobę błoto wyrzucane było na metr w górę; w ciągu miesięcznej wzmożonej aktywności, pięć tysięcy ton mułu zostało wyniesione na powierzchnię. Zwiększoną aktywność obserwowano też w 1975 i w 1977 (sześciogodzinny skok związany z silnym trzęsieniem ziemi). Średnią roczną ilość gazu wydzielanego do atmosfery szacuje się na 730 ton w Pâclele Mari, 380 ton Pâclele Mici i 37 ton w Fierbatori. Gaz składa się z metanu (95–98%), dwutlenku węga (1,5–2,3%), wyższych węglowodorów (0,1–1,2%) i helu (0,1–0,6%). Ten ostatni wykazuje typowy dla pochodzenia z rozkładu pierwiastków radioaktywnych w głębi ziemi stosunek zawartości izotopów 3He i 4He.
Obszar wokół dwóch głównych pól jest objęty ochroną w ramach programu Natura 2000, na mocy dyrektywy siedliskowej pod nazwą Vulcanii Noroioși de la Pâclele Mari și Pâclele Mici; powierzchnia chronionego areału wynosi 934,3 ha. Wśród ważnych gatunków roślin i zwierząt występujących na tym obszarze wymienia się kosaćca bezlistnego (Iris aphylla ssp. hungarica), Crambe tatarica, susła moręgowanego, kumaka górskiego, żółwia błotnego i węża Elaphe quatuorlineata.

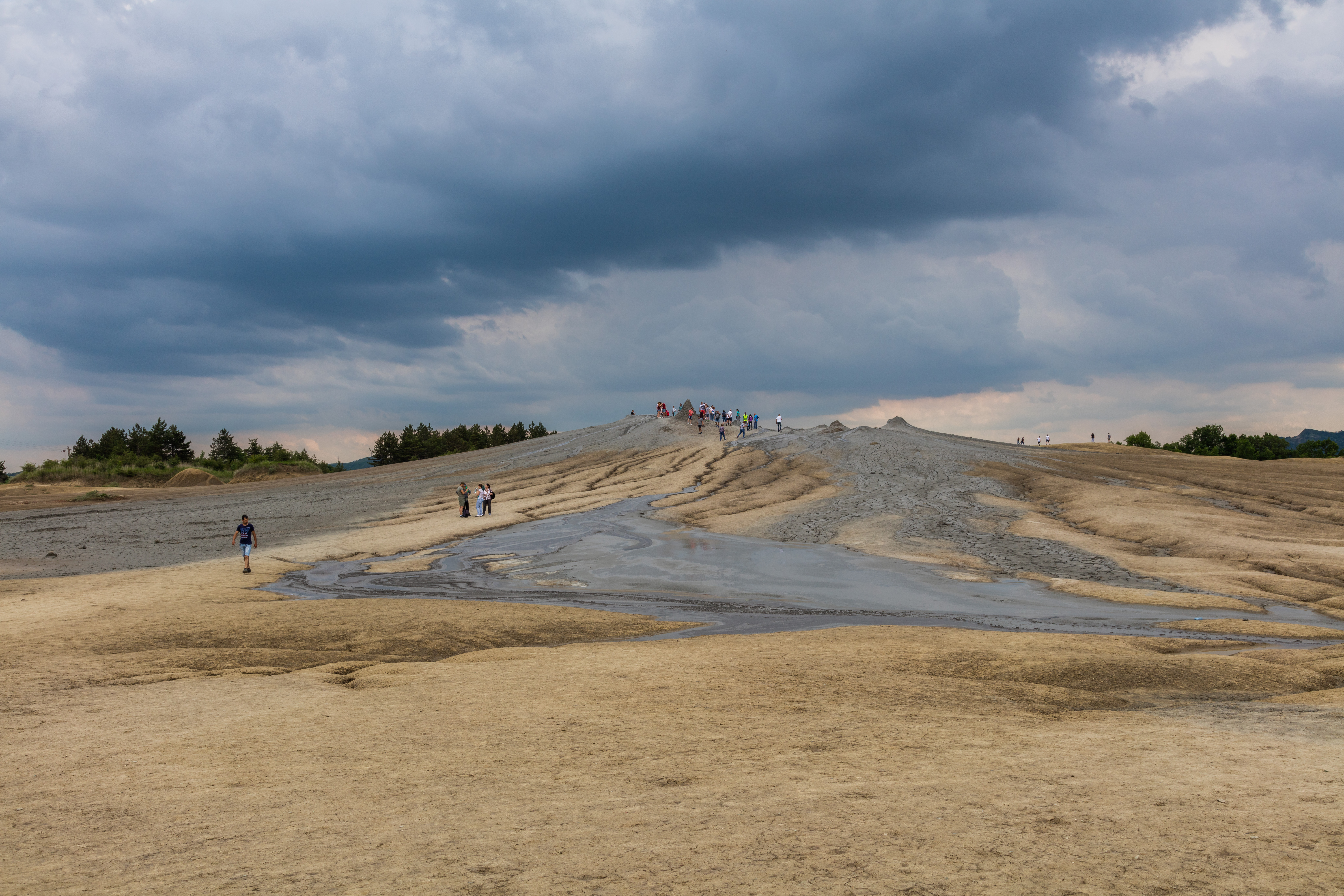
Widok ogólny
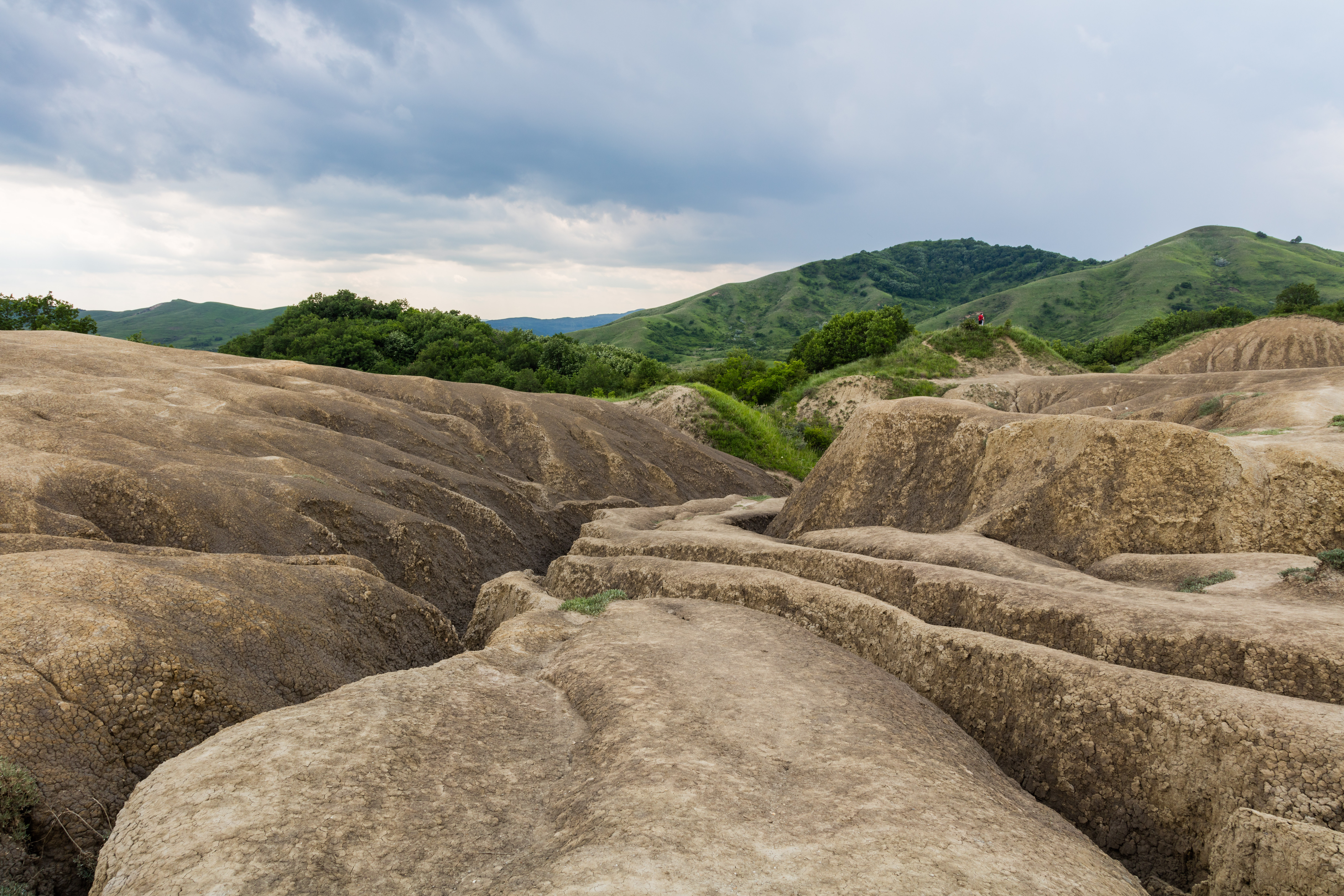
Krajobraz utworzony przez wypływy błota
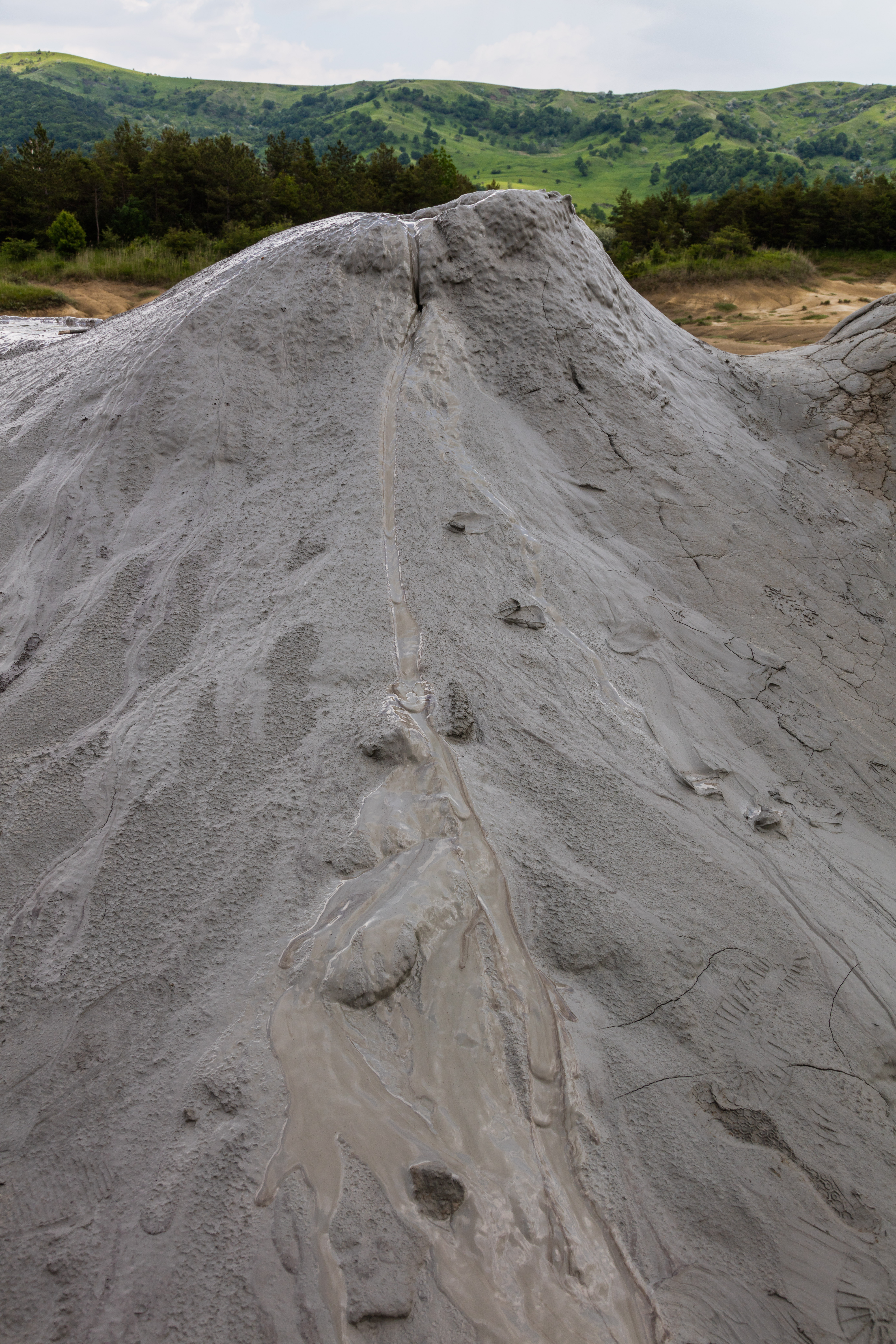
Mały, aktywny wulkan błotny
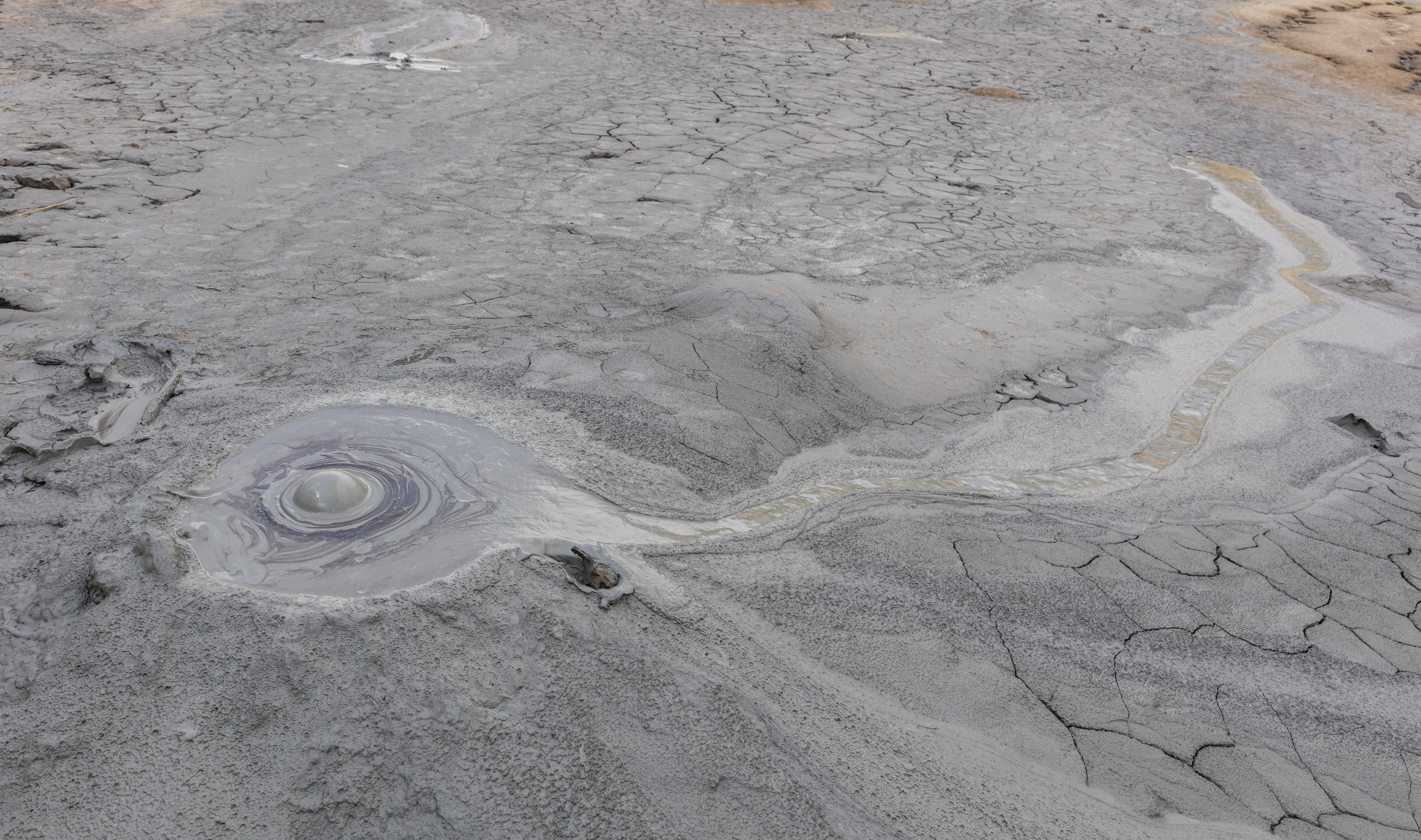
Bąble gazu w błocie wulkanicznym
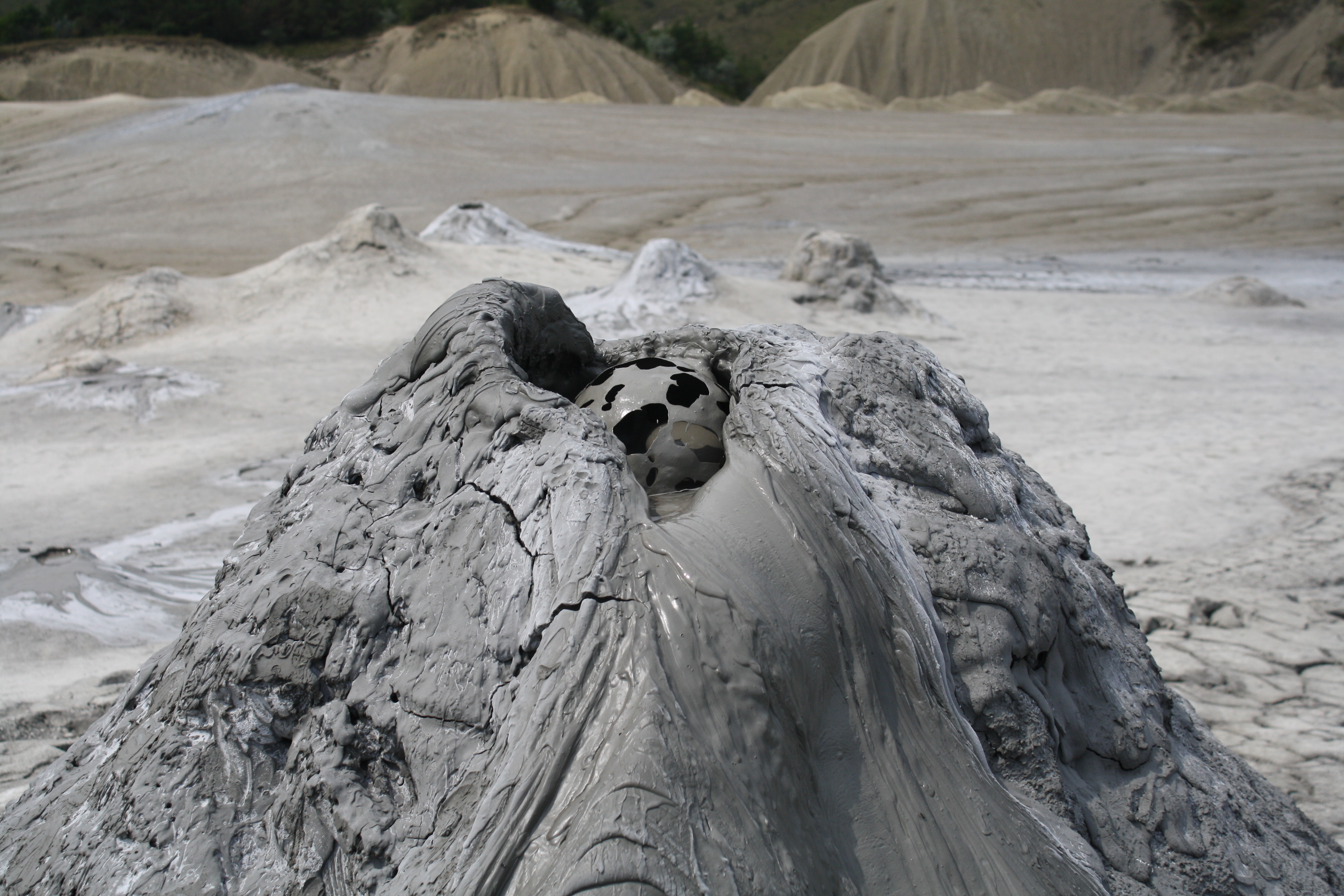
Pękający bąbel gazu wewnątrz stożka wulkanicznego
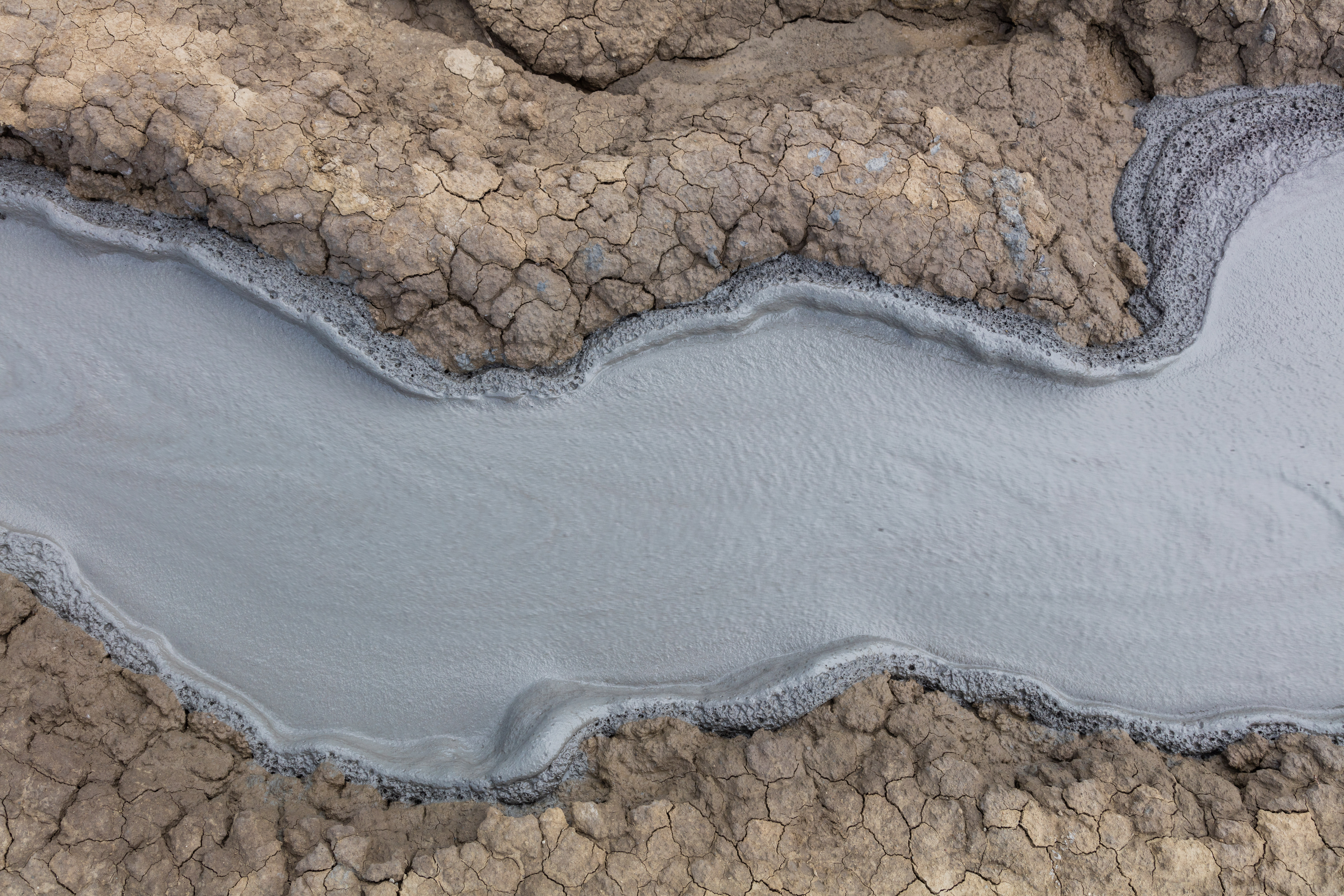
Strumień błota